# 霍德維爾 (內布拉斯加州)
霍德維爾（英語：Hordville）是位於美國內布拉斯加州漢密爾頓縣的村。

## 人口
根據2020年美國人口普查的數據，霍德維爾的面積為0.69平方千米，皆為陸地。當地共有人口131人，而人口密度為每平方千米190人。